# Skandinavisk Dyrepark
Skandinavisk Dyrepark er en dyrepark på Djursland, sydøst for Kolind. Parken har specialiseret sig i skandinaviske dyr og åbnede første gang i 1994 under navnet Hjortenes verden. I 2000 ændredes parkens navn til det nuværende.
Ved indgangen til sæsonen 2005 havde parken 20 arter: Elg, rensdyr, kronhjort, sikahjort, dådyr, rådyr, rød ræv, polarræv, ilder, ulv, brunbjørn, vildsvin, egern, geder (gammel dansk landrace), stork, bramgæs, sædgæs, grågæs, blisgæs, duer, snog og hugorm. Parken dækker i alt 45 hektar og udvides løbende med flere arter.
Parkens hovedattraktioner er ulve- og bjørneanlæggene.
Ulveparken dækker 1,5 hektar og er beboet af 7 voksne ulve plus hvalpe, mens bjørneparken er på 2,5 hektar og er hjem for 10 brune bjørne.
I 2006 åbnede verdens dengang største isbjørneanlæg på 2,8 hektar(i dag er verdens største isbjørneanlæg på hele 4,1 hektar og findes i Orsa Björnpark, Sverige).
I isbjørneparken er anlagt bakker, træer, træstammer og store sten samt to søer på henholdsvis 5.000 kvadratmeter og 350 kvadratmeter. Ved den lille sø fandtes ved åbningen desuden en ismaskine, således at isbjørnene hver dag fik blæst 5 tons "flake ice" ind i anlægget. - Denne "luksus" blev dog sidenhen udfaset, da man mente at det ikke var gavnligt for den daglige formidling, hvor der fortælles om den globale opvarmning og for miljøet.
I 2015 blev et kæmpe anlæg(60x60m i grundareal og 12 meter i flyvehøjde, som fra indvielsen og pt. i 2016 er verdens største voliere til havørn) til Stellers Havørne indviet, da man ønskede at fortælle historien om den nordatlantiske havørn, som findes vildt i Danmark og det øvrige Skandinavien, men da parken er privatejet og ikke modtager statstilskud, kan der ikke gives tilladelse til at holde den nordatlantiske havørn i et nybygget anlæg og derfor blev dens russiske slægtning valgt som stedfortræder....

## Siku
Siku (født 22. november 2011 i Skandinavisk Dyrepark) er en isbjørnehan der er opflasket af dyrepasserne i Skandinavisk Dyrepark på Djursland.
Efter fødslen kunne moren Ilka ikke selv die ungen, da hun ikke producerede mælk. Dette var tredje fødsel hvor hun ikke var i stand til dette. Efter to dage uden indtagelse af føde, valgte man at bedøve moderen og derefter fjerne Siku fra fødehulen. Siku vejede ved fødslen 800 gram. Efter de første tre uger var ungens vægt steget til 2.200 gram, efter personalets konstante overvågning og opflaskning. I starten af februar 2012 var vægten steget til godt 10 kilo. Knap tre måneder efter fødslen havde Siku lært at gå.
I en alder af godt tre måneder, blev Siku den 28. februar 2012 for første gang vist frem for publikum i Skandinavisk Dyrepark. Dette skete efter at direktør Frank Vigh-Larsen blandt andet havde haft ungen boede i sit private hjem, og sovet sammen med den i anlægget i parken. I starten fik Siku 60 milliliter mælkeerstatning via sutteflaske otte gange i døgnet. I midten af maj havde Siku sit eget anlæg, godt 20 meter fra parkens tre voksne isbjørne. Det var på det tidspunkt fem uger siden at Siku sidst havde haft direkte menneskelig kontakt, og han blev kun fodret igennem tremmerne til anlægget. Om natten sov Siku i en boks kun få meter fra de voksne bjørne, imens personalet sov i en campingvogn meget tæt på. Det er planen at Siku i en alder af to år, skal indsættes i det store anlæg sammen med sin mor, far og onkel.
Sikus navn betyder "havis" på grønlandsk.

### Medier
Skandinavisk Dyrepark havde valgt at begrænse mediernes adgang til isbjørneungen, da der var en stor interesse fra det meste af verden. Derfor var det kun TV 2/Østjylland der måtte optage levende billeder af bjørnen, ligesom det kun var parkens egne fotografer der måtte komme tæt på for at lave still-billeder.
Den amerikanske organisation Polar Bears International (PBI) opsatte i slutningen af februar 2012 to webkameraer i Sikus anlæg, samtidig med at ungen blev ”ambassadør” for organisationen. Planen er at der indtil 2017 skal vises direkte film af Siku via internettet. Den amerikanske tv-station NBC har produceret og vist et seks minutter langt portrætprogram af Siku.
Dyreparken har oprettet en side om Siku på Facebook. Den havde i slutningen af maj 2012 over 45.000 likes fra det meste af verden.